# Prisca Steinegger
Prisca Steinegger (Zurigo, 1º settembre 1977) è un'ex calciatrice svizzera che giocò nel ruolo di difensore centrale in Lega Nazionale A per alcune società calcistiche del suo paese e per la Nazionale svizzera.

## Carriera
Steinegger ha ricevuto una borsa di studio per una formazione negli Stati Uniti, ma a causa di una frattura ha dovuto rinunciare. Poco dopo la FIFA le ha offerto un posto che lei ha accettato.
Dal 1996 al 2008 ha giocato nella Nazionale svizzera ed è stata nominata calciatrice svizzera dell'anno 2003.